# Рассказ от первого лица
Рассказ от первого лица — это способ повествования, где история излагается персонажем, то есть повествователем, являющимся либо главным, либо второстепенным участником сюжетного действия.
Рассказ от первого лица может излагаться в единственном числе, множественном числе или же в собирательном числе, также может быть авторитарным, доверительным или обманным «голосом» автора и представлять точку зрения в письменном виде.

## Формы
Повествование от первого лица предполагает несколько форм: 
- Письменное сообщение: в форме мемуаров (романы Даниеля Дефо «Робинзон Крузо» (1719) и «Молль Флендерс» (1722), «Капитанская дочка» (1836) А. С. Пушкина, повесть А. П. Чехова «Рассказ неизвестного человека» (1893), роман «Имя розы» (1980) Умберто Эко), автобиографий (трилогия Л.Н. Толстого «Детство, Отрочество и Юность» (1852-1857), «Жизнь Арсеньева» (1933; 1938) И.А. Бунина), дневников («Записки сумасшедшего» Н. В. Гоголя, большая часть романа М. Ю. Лермонтова «Герой нашего времени» (1840), повесть И. С. Тургенева «Дневник лишнего человека» (1849)) или писем («Юлия, или Новая Элоиза» (1761) Ж.-Ж. Руссо, «Опасные связи» (1782) Шодерло де Лакло, «Страдания юного Вертера» (1774) Гёте, «Бедные люди» (1846) Ф.М. Достоевского).
- Устный рассказ, когда рассказчик обращается к аудитории, представленной в сюжетном обрамлении, как, например, в романе аббата Прево «История кавалера де Грие и Манон Леско» (1731), новелле Проспера Мериме «Кармен» (1845), рассказе Л.Н. Толстого «После бала» (1903, опубл. в 1911), и повести «Крейцерова соната» (1889, опубл. в 1891), или обращается к адресату, находящемуся за рамками сюжета («Болезнь Портного» (1969) Филипа Рота);
- Внутренний монолог («Кроткая» (1876) Ф.М. Достоевского, «Посторонний» (1942), Альбера Камю, «Глазами клоуна» (1964) Генриха Бёлля, «Ферма» (1965) Джона Апдайка.

## Устройство точки зрения
Поскольку рассказчик является частью истории, он не может знать обо всех событиях и не может показать «изнутри» других героев. По этой причине повествование от первого лица часто используется для детективов, в которых читатель и рассказчик раскрывают дело бок-о-бок. Традиционным подходом в этом виде художественной литературы является помощник детектива, который и является рассказчиком: яркий пример тому, персонаж Доктора Ватсона в рассказах о Шерлоке Холмсе сэра Артура Конан-Дойля.
Помимо этого, рассказчик может описывать историю в множественном числе, используя местоимение «мы». Рассказчик является частью группы или массы людей, действующих и переживающих как единое целое (так, например, это происходит в некоторых главах романа Эриха Марии Ремарка «На Западном фронте без перемен» (1929), где герой-повествователь Пауль Боймер сливается с солдатской массой и ведёт рассказ от лица обобщенного «мы», или в некоторых частях романа Габриэля Гарсиа Маркеса «Осень патриарха» (1975). Множественная точка зрения встречается редко, но может быть эффективно использована, для увеличения фокусировании на персонаже или персонажах рассказа.
Рассказчиков также может быть несколько, как, например, у М. Ю. Лермонтова в «Герое нашего времени», в рассказе Рюноскэ Акутагава «В чаще» (основа фильма «Расёмон») и романе Айрис Мёрдок «Чёрный принц», где каждый из рассказчиков произведения, описывает одни и то же события, с разных точек зрения.
Рассказчик может быть главным героем или второстепенным персонажем — тем, кто внимательно следит за главным героем (например, у Эмили Бронте в «Грозовом перевале» или у Фрэнсиса Скотта Фицджеральда в романе «Великий Гэтсби», где рассказчик это второстепенный персонаж). Они могут быть выделены как точки зрения «основного первого лица» или «второстепенного первого лица».
Одним из запутанных примеров многоуровневой структуры повествования является новелла Джозефа Конрада «Сердце тьмы», которая имеет двойную структуру: некий рассказчик, рассказывает историю от первого лица другому персонажу — Марлоу. Даже в этой вложенной истории, нам говорят, что другой персонаж — Куртц, рассказал Марлоу длинную историю, однако, говорил её не напрямую.

## Соотношение с позицией автора
В повествовании от первого лица всегда остро стоит вопрос о соотношении позиций рассказчика и стоящего за ним автора. Эти позиции могут быть предельно близки (хотя и не тождественны) в лирико-исповедальной, автобиографической прозе («Записки охотника» И. С. Тургенева, «Былое и думы» Александра Герцена, «Вечер у Клэр» (1930) Гайто Газданова, «Путешествие на край ночи» (1932) и «Смерть в кредит» (1936) Л.- Ф. Селина, «Жизнь Арсеньева» И.А. Бунина, «Тропик Рака» (1934) и «Тропик Козерога» (1938) Генри Миллера, «Это я — Эдичка» (1976) Эдуарда Лимонова, «Заповедник»(1983) Сергея Довлатова) или, наоборот, резко отличаться — в том случае, если повествование ведется от лица явного антигероя (Алекс из романа Энтони Бёрджесса «Заводной апельсин» (1962) или мы имеем дело с «ненадёжным рассказчиком», неспособным адекватно воспринимать и описывать действительность (как, например, безумный Поприщин в «Записках сумасшедшего» или Бенджи в романе «Шум и ярость») или намеренно вводящим в заблуждение читателей (Смуров в повести Владимира Набокова «Соглядатай»).